# Julius Wehr
Julius Friedrich Wehr (* 18. März 1881 in Osnabrück; † 18. April 1962 in Bielefeld) war ein preußischer Landrat.

## Leben
Geboren als Sohn des Kaufmanns Wilhelm Wehr und seiner Frau Ida, geb. Brune, besuchte Julius Wehr die Gymnasien in Osnabrück und Göttingen und legte 1900 die Reifeprüfung ab. Anschließend nahm er das Studium der Rechtswissenschaften an der Eberhard Karls Universität Tübingen auf, wo er 1900 Mitglied des Corps Suevia wurde. 1903 bestand er das Referendarexamen. 1906 bis 1908 war er Regierungsreferendar in Hannover, ab 1908 Regierungsassessor in Leobschütz und Frankfurt am Main. Im Ersten Weltkrieg diente Wehr als Rittmeister der Reserve des Ulanen-Regiments König Wilhelm I. (2. Württembergisches) Nr. 20, anfangs beim Regiment, dann beim Generalkommando und zuletzt als Kreishauptmann in Litauen. 
1918 wurde er Landrat des Kreises Iburg, 1925 Landrat des Kreises Torgau im Regierungsbezirk Merseburg der Provinz Sachsen und Nachfolger von Arthur Drews. 1933 wurde er nach der Machtergreifung der Nationalsozialisten von Wilhelm Jung abgelöst. Wehr setzte sich in Bielefeld zur Ruhe.